# Etamivan
Etamivan (INN, hoặc ethamivan (USAN); tên thương mại Analepticon và Vandid) là một thuốc kích thích hô hấp thuốc  liên quan đến nikethamid. Nó chủ yếu được sử dụng trong điều trị quá liều barbiturat  và bệnh phổi tắc nghẽn mạn tính, nhưng hiện tại phần lớn đã rơi vào tình trạng không sử dụng được.